# The Yankee Doodle Mouse
«Войовниче мишеня» (англ. The Yankee Doodle Mouse) — одинадцятий епізод у серії мультфільмів «Том і Джеррі». Епізод відзначений нагородою Американської академії кінематографічних мистецтв і наук. Битва Тома і Джеррі в цьому епізоді мають відсилання до Другої світової війни. Дата випуску: 26 червня 1943 року.

## Сюжет
Том і Джеррі грають у «війну», причому Джеррі «грає» за американську армію, а Том в ролі «ворога». Джеррі обороняється, стріляючи в Тома томатом, яйцями, пробками з пляшок шампанського, і навіть цеглою.
Джеррі спостерігає за тим, що відбувається, через «перископ» (вигнута водопровідна труба). Том підходить до нори, підсовує сир і замахується киянкою для удару. Джеррі відкриває потаємну шафу, і звідти ззаду на Тома випадає дошка. Джеррі з'їжджає з дошки на «джипі» (тертка, прив'язана до коліс від старої іграшки). «Джип» їде по Тому, частково видираючи його шерсть і розбивається об балку. Джеррі, що вилетів з «Джипа», приземляється і використовує мішок з борошном, як димову гранату. Том нічого не бачить крізь борошно, і Джеррі, який все чудово бачить (оскільки біля самої підлоги борошна немає), вдаряє Тома кілька разів дошкою, спочатку по заду, потім один раз по обличчю.
Том у касці, озброївшись цілим арсеналом піротехніки і вибухівки, кидає динамітові шашки до Джеррі, але тому вдається перекидати їх Тому, і вони вибухають у Тома.
Джеррі стрибає в «бомбардувальник» (коробка з-під яєць) і злітає. «Бомбардувальник» бомбить Тома лампочками і бананом. Роздратований Том ховається в бочці, бере римську свічку, і, як зенітною гарматою, збиває «літак» Джеррі. Джеррі спускається на парашуті (бюстгальтер) і тікає від «живих і розумних» феєрверків, якими в нього вистрілив Том, і які почали наполегливо ганятися за мишеням. Джеррі вміло скеровує феєрверки через шланг на Тома, всередину бочки, в якій Том ховається, і вона вибухає.
Том стріляє з пістолетом із присосками в Джеррі, який втікає. Присоска притискає хвіст Джеррі до порталу нірки, і Джеррі, потрапляє в полон до кота. Том хоче прив'язати Джеррі до величезного феєрверку-ракети, але він прив'язав до ракети самого себе. Ракета підносить Тома в повітря і вибухає. Джеррі з гордістю салютує прапору Америки, що складається з «небесних вогнів» і утворився від вибуху.

## Факт
- Комюніке «Спійманого кота — також потоплено», це відсилання — знаменитий рапорт одного з радянських військових свідчив: «Ворожі кораблі топимо на місці».
- У старих показах серії на Cartoon Network момент після вибуху чайника вирізано, але в нових показах його відновлено. Ґеґ з «обличчям-соняшником» буде задіяно ще в двох серіях («The Dog House» і «Safety Second»).
- Вилучена в перевиданні сцена: Джеррі тікає в свою нору, Том біжить за ним, і його голова застряє в норі. Джеррі б'є його по голові гайковим ключем, через що Том від болю кричить, і Джеррі кріпить на його язику військовий штамп. Комюніке після цього гласить: «Ворог потрапляє в кілька хороших ликів!»
- Фраза «Надсилайте більше котів!» є відсиланням до повідомлення американського командира під час битви за Вейк «Надсилайте більше япошок!»
- Це — перша серія «Тома і Джеррі», відзначена премією «Оскар», внаслідок чого титульні титри замінено при перевиданні в 1950 році і показуються по телебаченню донині.
- Судячи зі «Щоденника Джеррі», дія цього мультфільму сталася 4 липня, в День незалежності США.
- Це перший мультфільм, в якому Том помирає.